# Melanotaenia praecox
Melanotaenia praecox es una especie de pez que habita en la isla de Nueva Guinea, concretamente de la parte norte, (Irian Jaya), afluentes del río Mamberamo, de fuertes corrientes y aguas claras.
Es de color brillante. Destaca por su coloración, tienen las escamas azules iridiscentes y las aletas brillantes y de colores. Se le puede encontrar en acuarios.

## Morfología
Son de forma elíptica, cuerpo comprimido lateralmente. Lateralmente los machos son más “altos” con el lomo más arqueado que las hembras en relación con el largo. La cabeza es pequeña con la boca prominente. Posee doble aleta dorsal siendo más pequeña la anterior, la aleta anal cuenta con una sola espina, la caudal es en forma de V. Cuerpo azul brillante metalizado que cambia según le de la luz. Esta iridiscencia hace que se le conozca como neón brillante. Las aletas dorsales, caudales y anales son de color, rojo oscuro los machos y amarillo en las hembras son omnívoros, alimentándose de vegetación, pequeños peces, crustáceos e insectos

## Características
Tiene un cuerpo comprimido lateralmente y de forma elíptica, en la naturaleza alcanzan los 8 cm. En cautividad, alcanzan un tamaño de 6 cm de longitud. Vive en grandes bancos, en los afluentes de aguas claras y oxigenadas que fluyen rápidamente al cauce principal del río. Los peces se congregan en zonas de densa vegetación acuática, con abundantes raíces y escondites sumergidos.

### Comportamiento
Pacífico y gregario, generalmente está en grupo de 6 a 8 ejemplares, con una proporción mayor de hembras. Los machos persiguen a las hembras mostrando un vistoso despliegue de aletas girando entre ellos. Es un gran nadador, ágil, rápido y es bastante nervioso.

### Reproducción
Es difícil pero no imposible. Cuando están preparados presentan en el dorso una franja de color amarillo mate que va desde el labio superior hasta la primera aleta dorsal. Los machos tienen constantes enfrentamientos y corren tras las hembras que no estarán disponibles hasta que presenten a su vez la franja amarilla. Las puestas son muy rápidas y continuas a lo largo de varios días. Suelen ocurrir por la mañana, la hembra deposita entre 20 y 50 huevos diarios, que quedan colgando de un hilo en las hojas de las plantas o raíces flotantes. Su esperanza de vida promedio es entre 4 y 5 años.

### Dimorfismo sexual
El macho es mayor y tiene las aletas rojas y la parte superior del cuerpo azul. La hembra es más pequeña, con el cuerpo más estrecho que el macho y los colores más discretos, tiene las aletas amarillas, pero hay variedades que presentan un color anaranjado.